# Rally Osona de 1991
El Rally Osona de 1991, oficialmente 23.º Rally Osona, fue la vigésimo tercera edición y la séptima cita de la temporada 1991 del Campeonato de España de Rally. Se celebró del 5 de julio al 6 de julio y contó con un itinerario de 240 km cronometrados.

## Clasificación final
| Pos. | Piloto               | Copiloto          | Automóvil                   | Tiempo  | Diferencia |
| ---- | -------------------- | ----------------- | --------------------------- | ------- | ---------- |
| 1.   | Josep María Bardolet | Antonio Rodríguez | Ford Sierra RS Cosworth 4x4 | 2:31:33 | 0.0        |
| 2.   | Gustavo Trelles      | Ricardo Ivetich   | Lancia Delta Integrale 16V  | 2:34:15 | +2:42      |
| 3.   | José Mari Ponce      | José Carlos Déniz | BMW M3 E30                  | 2:34:55 | +3:22      |
| 4.   | Borja Moratal        | Arturo Fernández  | Opel Kadett GSI 16V         | 2:40:01 | +8:28      |
| 5.   | Joan María Barrabeig | Pere Saura        | BMW M3 E30                  | 2:41:30 | +9:57      |
| 6.   | Jordi Ventura        | Joan Sureda       | Ford Sierra RS Cosworth     | 2:44:22 | +12:49     |
| 7.   | Francesc Ambudio     | Jordi Padrós      | Ford Sierra RS Cosworth 4x4 | 2:45:30 | +13:57     |
| 8.   | Joaquim Casasayas    | Manuel Dalmases   | Peugeot 309 GTI 16          | 2:46:05 | +14:32     |
| 9.   | Iñigo Lilly          | Mario Saguillo    | Opel Corsa A GSi            | 2:46:45 | +15:12     |
| 10.  | David Guixeras       | Jaume Ros         | Renault 5 GT Turbo          | 2:47:59 | +16:26     |